# Can't Blame a Girl for Trying
Can't Blame a Girl for Trying è il singolo di debutto di Sabrina Carpenter, uscito nel marzo 2014 e co-scritto da lei e Meghan Trainor. Il 28 Marzo esce il video ufficiale su YouTube. Il singolo è diventato un EP ed è successivamente entrato a far parte del primo album di Sabrina, Eyes Wide Open, contenente 12 tracce.

## Riconoscimenti
Can't Blame a Girl for Trying ha vinto il premio come Best Crush Song ai Radio Disney Music Awards 2015.